# 莫巴伊
莫巴伊是中非共和國南部的城鎮，也是下科托省的首府，位於烏班吉河北岸，河道上有橋樑連接位於南岸的剛果民主共和國，鎮上有機場設施，2006年人口19,515。
4°19′N 21°11′E / 4.317°N 21.183°E